# Groupe endoscopique
En mathématiques, les groupes endoscopiques des groupes algébriques réductifs ont été introduits par Robert Langlands (1979, 1983) dans ses travaux sur la formule des traces stable (en).
Grosso modo, un groupe endoscopique H de G est un groupe presque scindé (en) dont le groupe dual de Langlands est la composante neutre du centralisateur d'un élément semi-simple du groupe dual de G.
Dans la formule des traces stable, les intégrales orbitales instables sur un groupe G correspondent aux intégrales orbitales stables sur ses groupes endoscopiques H. La relation entre les deux est donnée par le lemme fondamental.